# Хуліо Перес
Хуліо Перес (ісп. Julio Pérez, 19 червня 1926, Монтевідео — 22 вересня 2002, Монтевідео) — уругвайський футболіст, що грав на позиції півзахисника, зокрема, за клуб «Насьйональ», а також національну збірну Уругваю, у складі якої — чемпіон світу 1950 року і учасник чемпіонату світу 1954.

## Клубна кар'єра
У дорослому футболі дебютував 1945 року виступами за команду клубу «Расінг» (Монтевідео), в якій провів два сезони. 
Протягом 1948—1949 років захищав кольори команди клубу «Рівер Плейт» (Монтевідео).
Своєю грою за останню команду привернув увагу представників тренерського штабу клубу «Насьйональ», до складу якого приєднався 1950 року. Відіграв за команду з Монтевідео наступні шість сезонів своєї ігрової кар'єри. За цей час чотири рази виборював титул чемпіона Уругваю.
Протягом 1957 року грав у Бразилії за «Інтернасьйонал», а завершив професійну ігрову кар'єру у клубі «Суд Америка», за команду якого виступав протягом 1958—1960 років.
Помер 22 вересня 2002 року на 77-му році життя у місті Монтевідео.

## Виступи за збірну
1947 року дебютував в офіційних матчах у складі національної збірної Уругваю.
Був серед основних півзахисників національної команди на чемпіонаті світу 1950 року у Бразилії, де відзначився  одним з голів у ворота Болівії у грі, що завершилася розгромом 8:0. Повністю відіграв вирішальну гру проти команди-господарів, в якій уругвайці здобули сенсаційну перемогу з рахунком 2:1, ставши чемпіонами світу 1950 року. 
За чотири роки, на чемпіонаті світу 1954 у Швейцарії, також був у заявці діючих чемпіонів світу, проте на поле не виходив, а його команда вибула з боротьби на стадії півфіналів.
Згодом також був учасником чемпіонату Південної Америки 1955 року у Чилі.
Загалом протягом кар'єри у національній команді, яка тривала 8 років, провів у її формі 22 матчі, забивши 8 голів.

## Титули і досягнення
- Чемпіон світу (1):

1950
- Чемпіон Уругваю (4):

«Насьйональ»: 1950, 1952, 1955, 1956